# Myrte van der Schoot
Myrte van der Schoot, née le 16 avril 2004, est une athlète néerlandaise spécialiste des épreuves de sprint.

## Biographie
Médaillée s de bronze du 400 m lors des championnats d'Europe juniors 2023, elle remporte le titre du relais 4 × 400 m des championnats du monde en salle 2024 à Glasgow après avoir pris part aux séries. En juin 2024, elle obtient la médaille d'or du 4 × 400 m aux championnats d'Europe de Rome après sa participation aux séries.

## Palmarès
| Date | Compétition                    | Lieu      | Résultat | Epreuve   | Temps                    |
| ---- | ------------------------------ | --------- | -------- | --------- | ------------------------ |
| 2023 | Championnats d'Europe juniors  | Jérusalem | 3e       | 400 m     | 52 s 85                  |
| 2023 | Championnats d'Europe juniors  | Jérusalem | 2e       | 4 × 400 m | 3 min 33 s 33            |
| 2024 | Championnats du monde en salle | Glasgow   | 1re      | 4 × 400 m | Participation aux séries |
| 2024 | Championnats d'Europe          | Rome      | 1re      | 4 × 400 m | Participation aux séries |
| 2024 | Jeux olympiques                | Paris     | 2e       | 4 × 400 m | Participation aux séries |

## Records
| Épreuve | Performance | Lieu      | Date        |
| ------- | ----------- | --------- | ----------- |
| 400 m   | 52 s 53     | Bruxelles | 25 mai 2024 |